# Атауро
Атау́ро, Ка́мбинг (порт. Ataúro, тетум Ataúru) — один из двух островов, принадлежащих Восточному Тимору (второй — Жаку). К северо-востоку от Атауро находятся острова Лирэн и Ветар, к западу — остров Алор, к югу — остров Тимор.
Население Атауро по переписи 2010 года составляет 8602 человек, большинство из которых проживает в главном городе острова — Маумета. Остров входит в столичный округ Дили.

## Название
Название острова с местного языка можно перевести как «коза»; индонезийское название острова — Pulau Kambing (kambing означает «коза» на индонезийском). Остров был так назван, вероятно, из-за большого количества коз, которых там держали.

## География
На Атауро критически не хватает пресной воды. Имеющиеся на острове источники и резервуары не способны в полной мере решить эту проблему. В 2004 году Португалия финансировала проект по улучшению качества воды и инфраструктуры её распределения.
На острове два чётко выраженных сезона: влажный и сухой. Растительность представлена эвкалиптовыми лесами, на открытых склонах холмов часто встречаются обнажённые породы известняка. Влажные тропические леса характерны для долин. До острова Атауро из столицы Восточного Тимора Дили ходит паром, путь занимает около двух часов.